# Havik van de Quraish
De havik (of valk) van de Quraish is een symbool dat gebruikt wordt op het embleem, wapenschild of vlag van verschillende Arabische staten. De Arabieren van het Arabisch Schiereiland, vandaag vooral diegenen die langs de Perzische Golf wonen, zijn traditioneel experts in de valkerij. Valken (en haviken) worden gezien als statussymbolen en een van de favoriete dieren van de Arabieren. Bovendien vertellen de overlevering en geschreven bronnen over de Quraish-stam, de stam waartoe de profeet Mohammed behoorde, dat een valk hun clansymbool was. Bijgevolg worden verschillende varianten van de Quraishi havik in het verleden en tot op heden afgebeeld op vlaggen, wapens, zegels en emblemen van verschillende Arabische staten. Als symbool van de Arabische volkeren is de havik van de Quraish een concurrent van de zogenaamde adelaar van Saladin.

## Vlaggen

Vlag van Egypte binnen de Federatie van Arabische Republieken (1972-1984)
Presidentiële standaard van Egypte (1972-1984)
Vlag van Syrië binnen de Federatie van Arabische Republieken (1972-1980)
Presidentiële standaard van Syrië (1972-1980)

## Wapens

Wapen van de Federatie van Arabische Republieken (1971-1984)
Wapen van de Libische Arabische Republiek (1972-1977)
Wapen van de Grote Libisch-Arabische Socialistische Volks-Jamahiriyah (1977-2011)

Wapen van de Syrische Republiek (1932–1958 en 1961-1963)
Wapen van Syrië (1963-1972)
Wapen van Syrië (1980-2024)
Wapen van Syrië (2024-heden)

Wapen van de Staat Koeweit
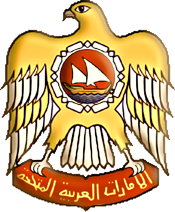
Wapen van de Verenigde Arabische Emiraten (1973-2008)
Wapen van de Verenigde Arabische Emiraten (2008-heden)
Wapen van het emiraat Abu Dhabi
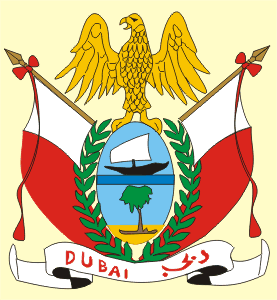
Wapen van het emiraat Dubai